# Pyłypy-Boriwśki
Pyłypy-Boriwśki (ukr. Пилипи-Борівські) – wieś na Ukrainie, w obwodzie winnickim, w rejonie tomaszpolskim.
W czasach Rzeczypospolitej wieś leżała w województwie bracławskim. Odpadła od Polski w wyniku II rozbioru.